# الشرطة في روسيا

شعار وزارة الشؤون الداخلية في روسيا

الشرطة في روسيا، (بالإنجليزية: Police of Russia)‏، (بالروسية: полиция)، هو اسم خدمات الشرطة الفيدرالية في روسيا. وهي تابعة لوزارة الداخلية. تم إنشاؤه في عام 2011 ، ليحل محل ميليتسيا، خدمة الشرطة السابقة. تعمل وفقًا لقانون «الشرطة» (Закон (О полиции))، كما وافقت عليه الجمعية الفيدرالية وتم التوقيع عليه لاحقًا ليصبح قانونًا في 7 فبراير 2011 من قبل رئيس الاتحاد من روسيا، دميتري ميدفيديف.
الأعداد هناك مرتفعة بشكل خاص حيث يوجد ما يقرب من ضابط شرطة واحد لكل 100 نسمة.

## تاريخ
النظام تم انشاؤه لحماية النظام العام، ومحاربة الجريمة في الإمبراطورية الروسية. تأسست في أول مارس عام 2011، تحت رعاية الاتحاد الروسي (باستثناء الهياكل القائمة غير المرتبطة بوزارة الداخلية).

## معرض

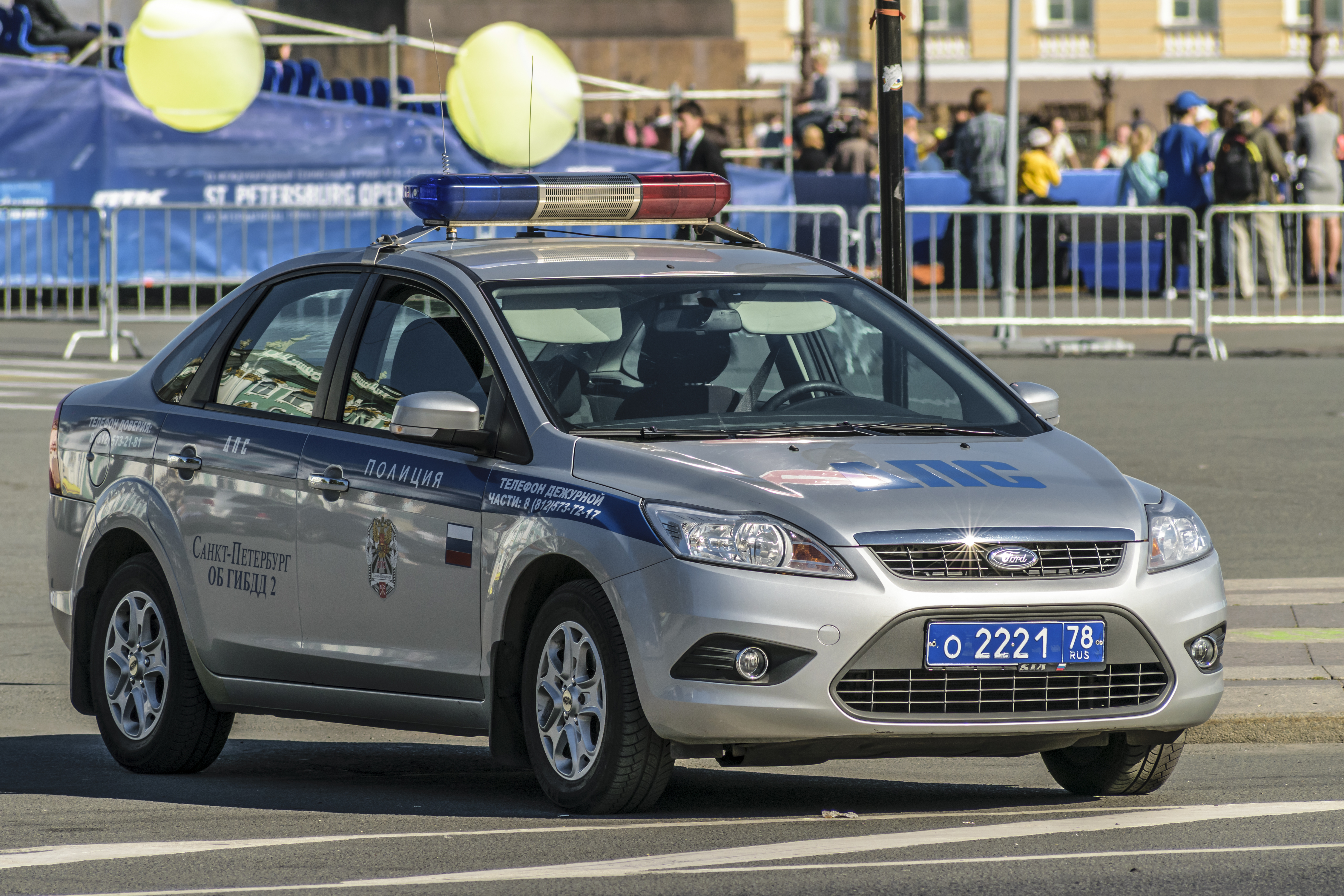
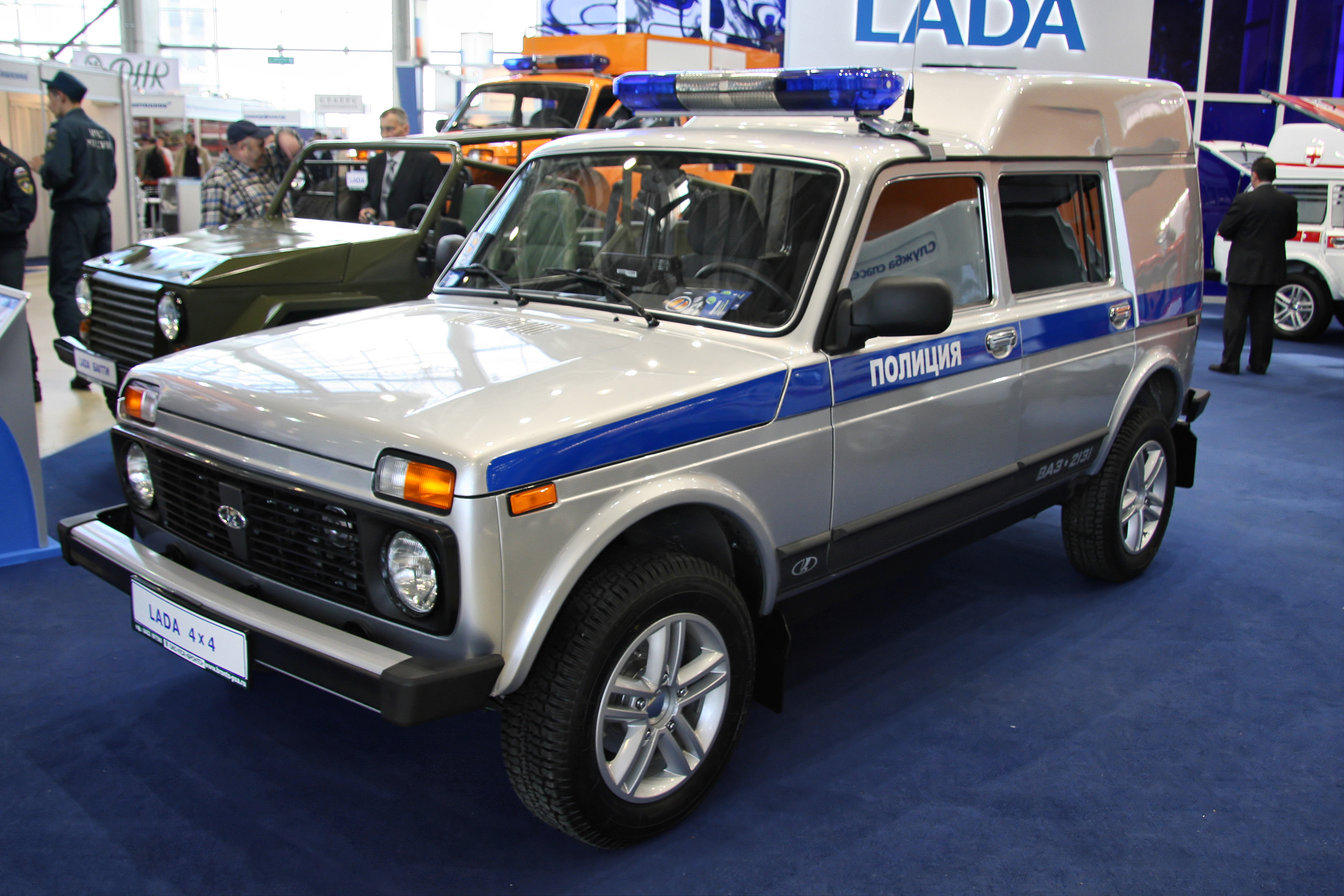
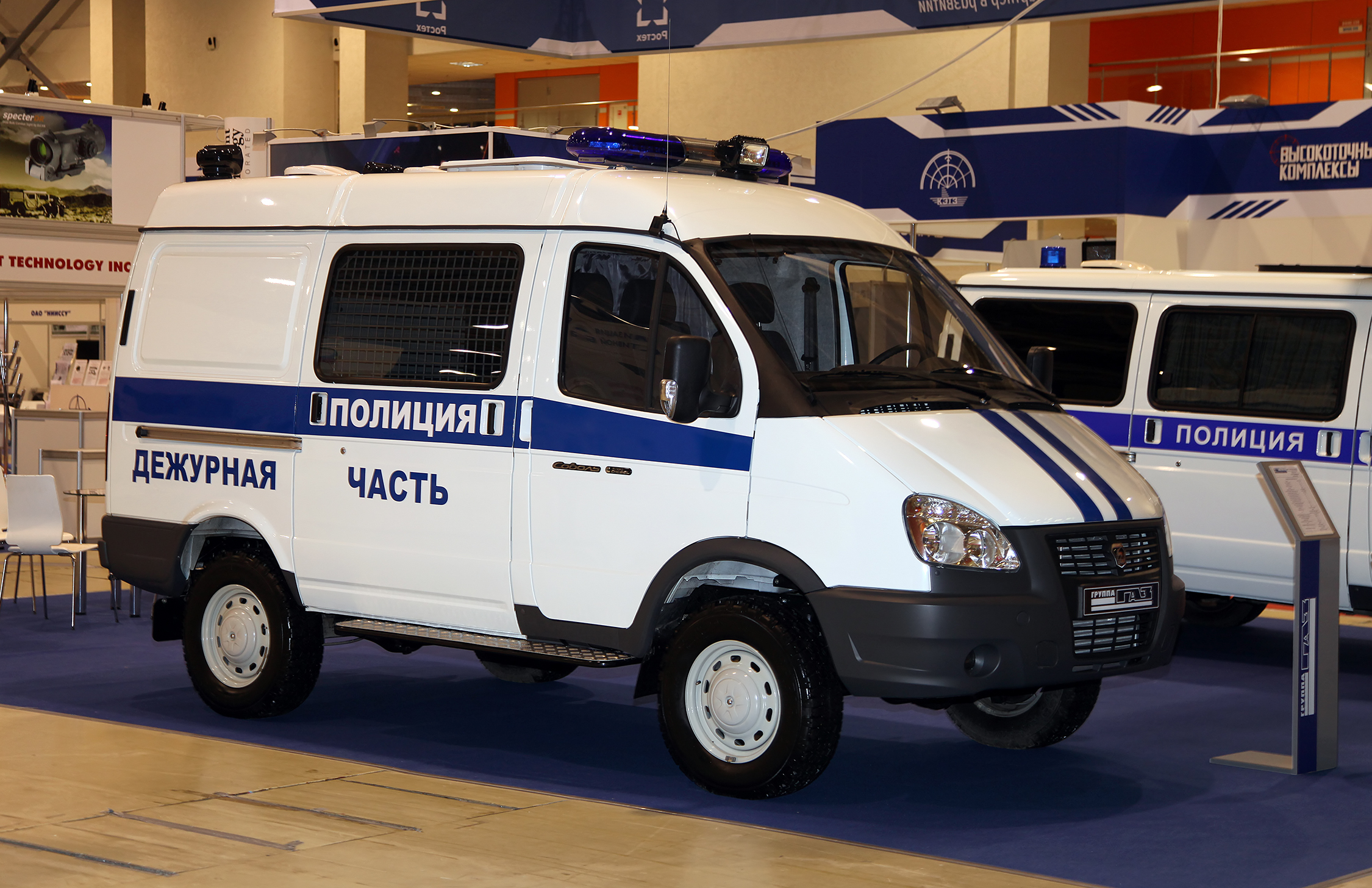
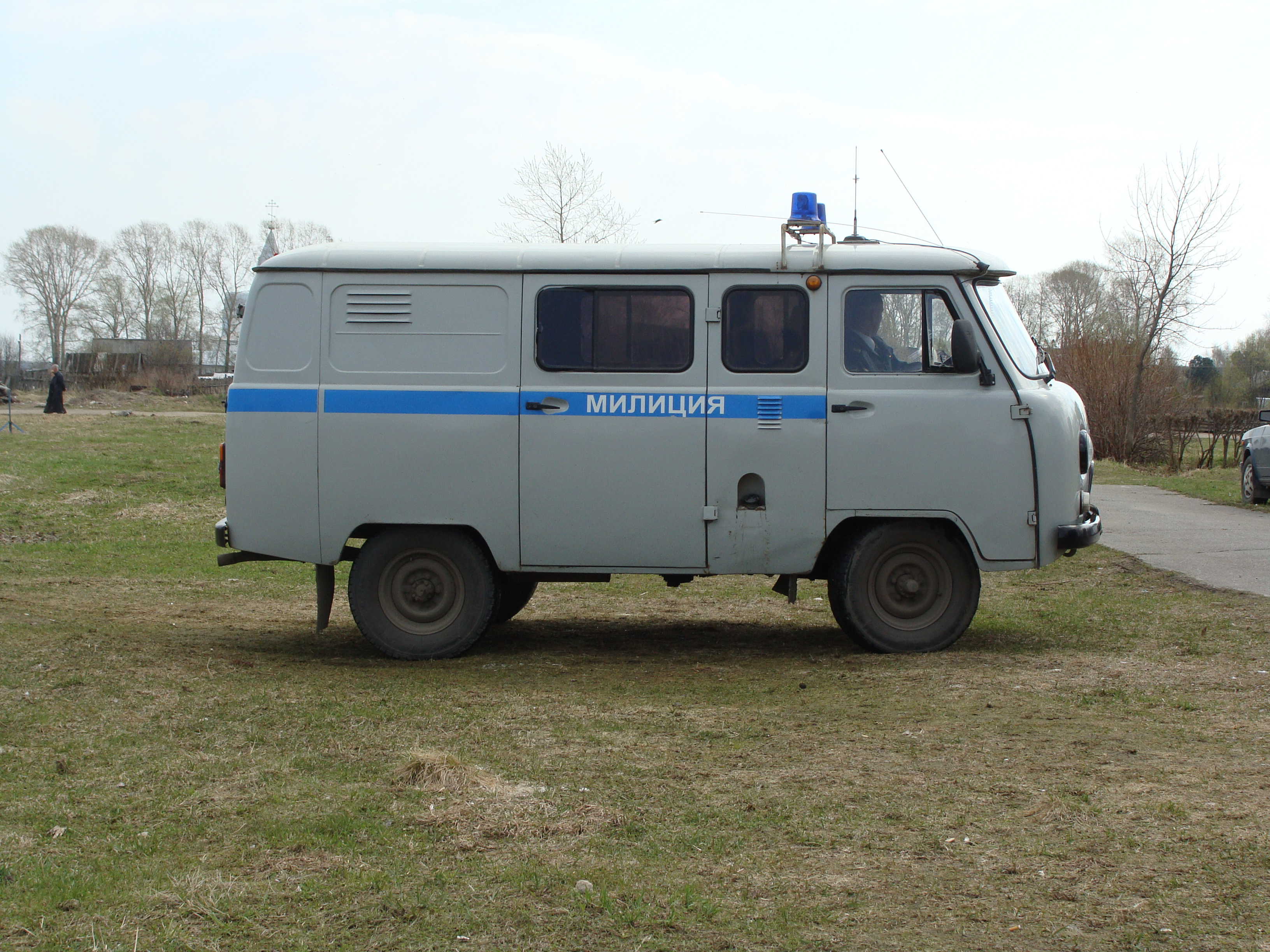
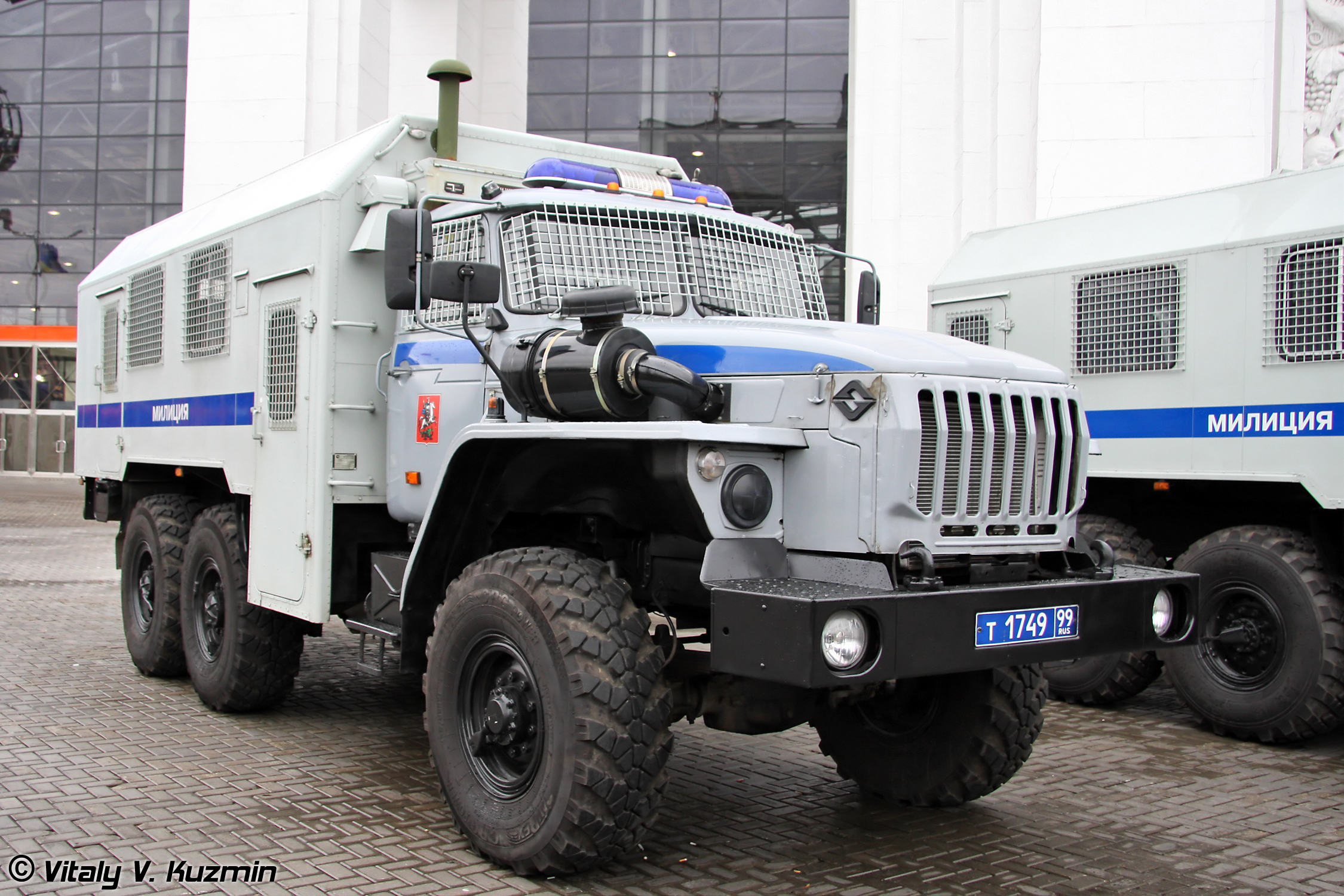
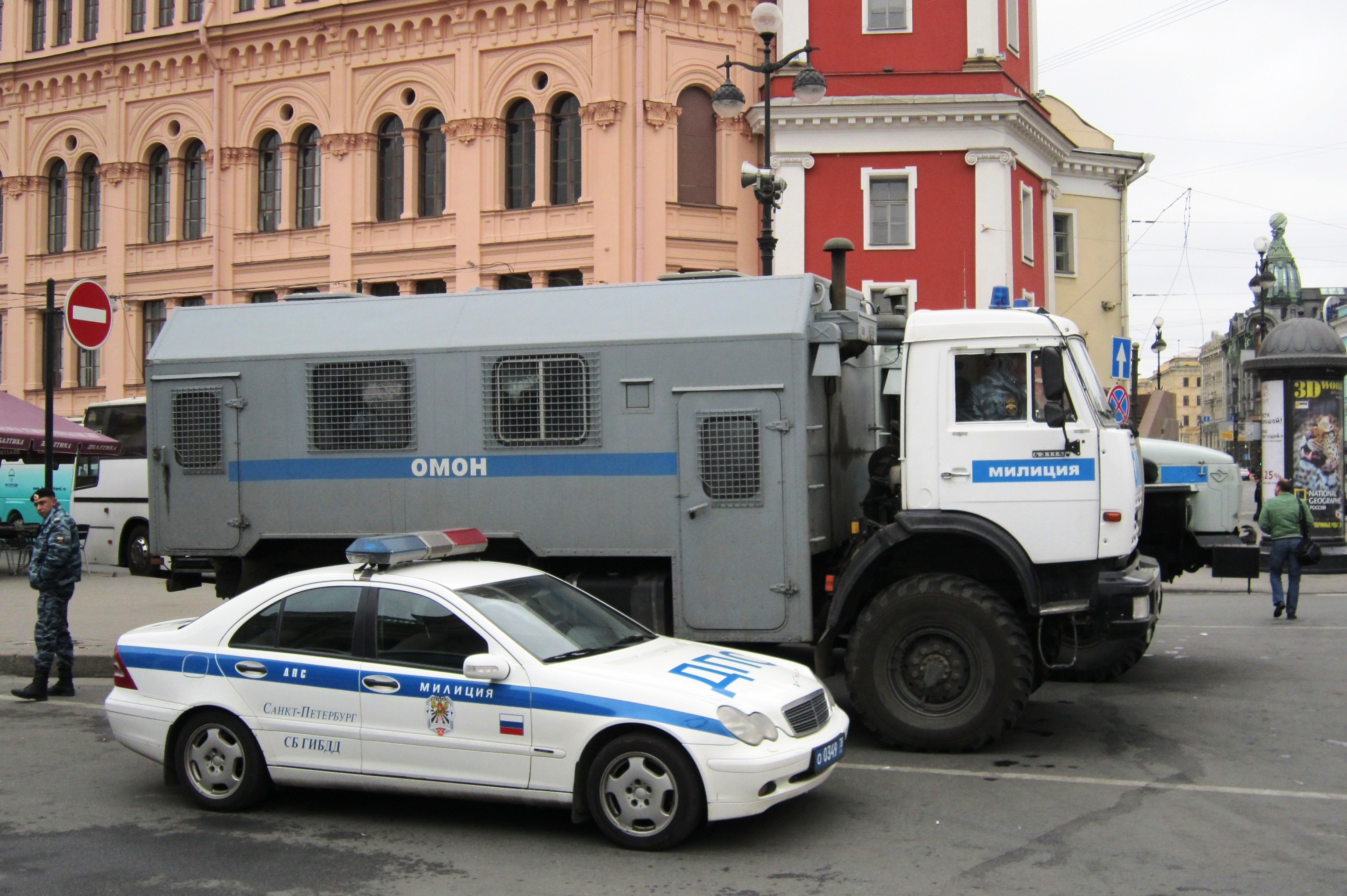
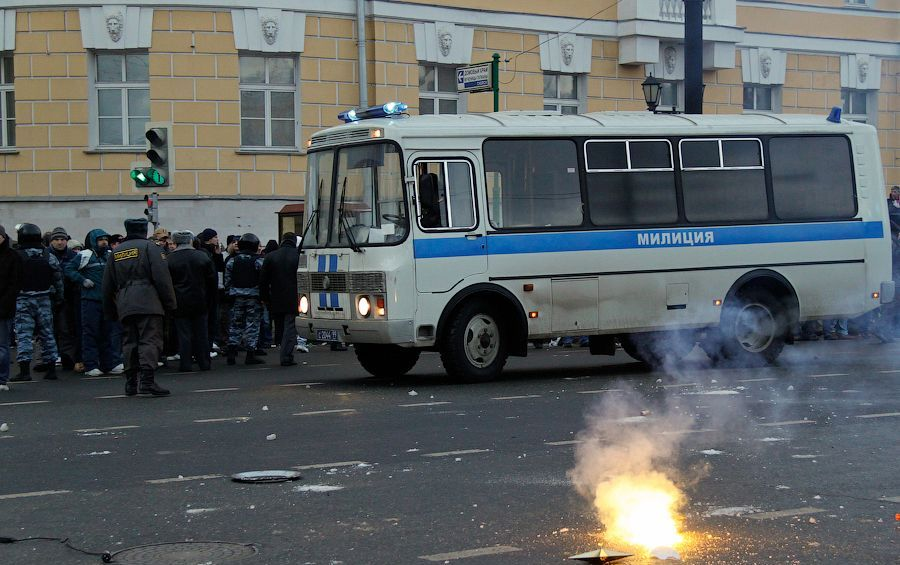
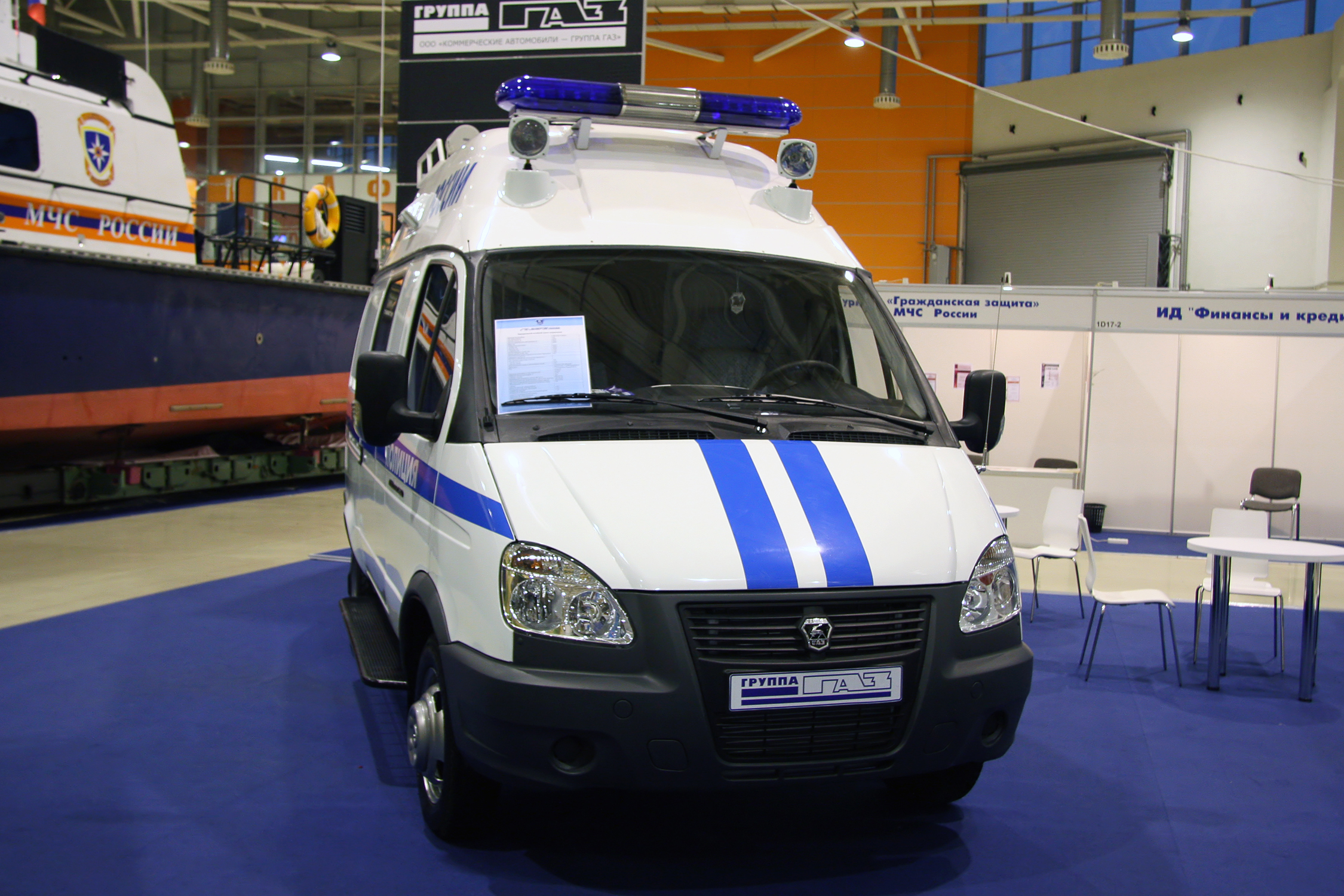
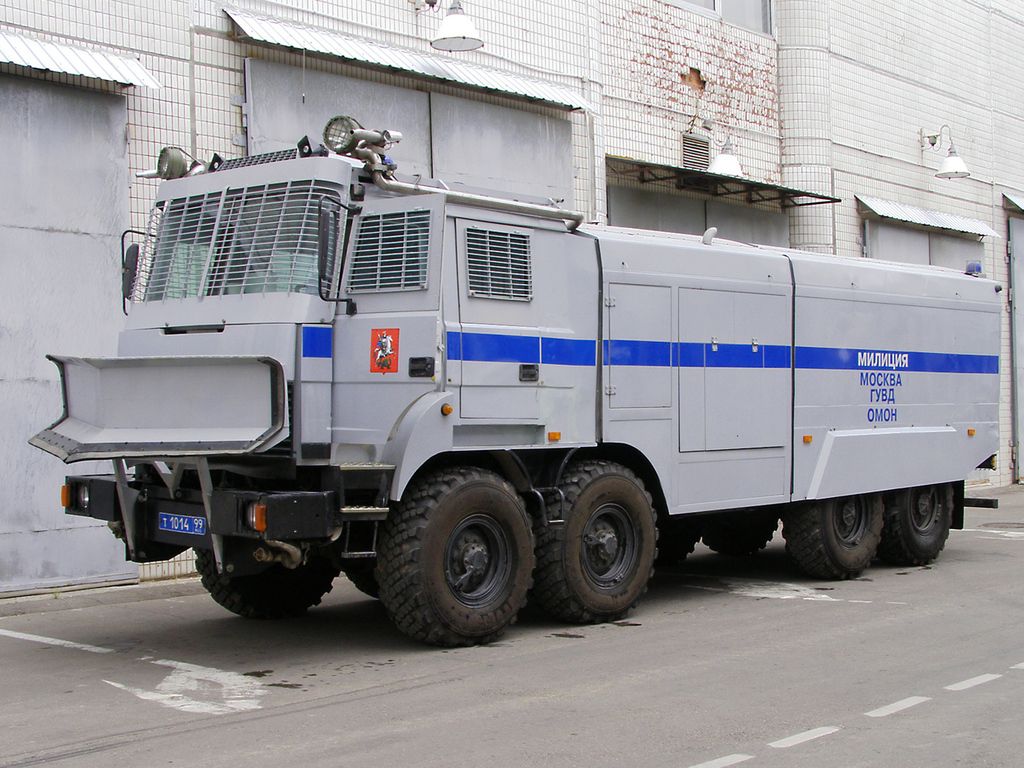
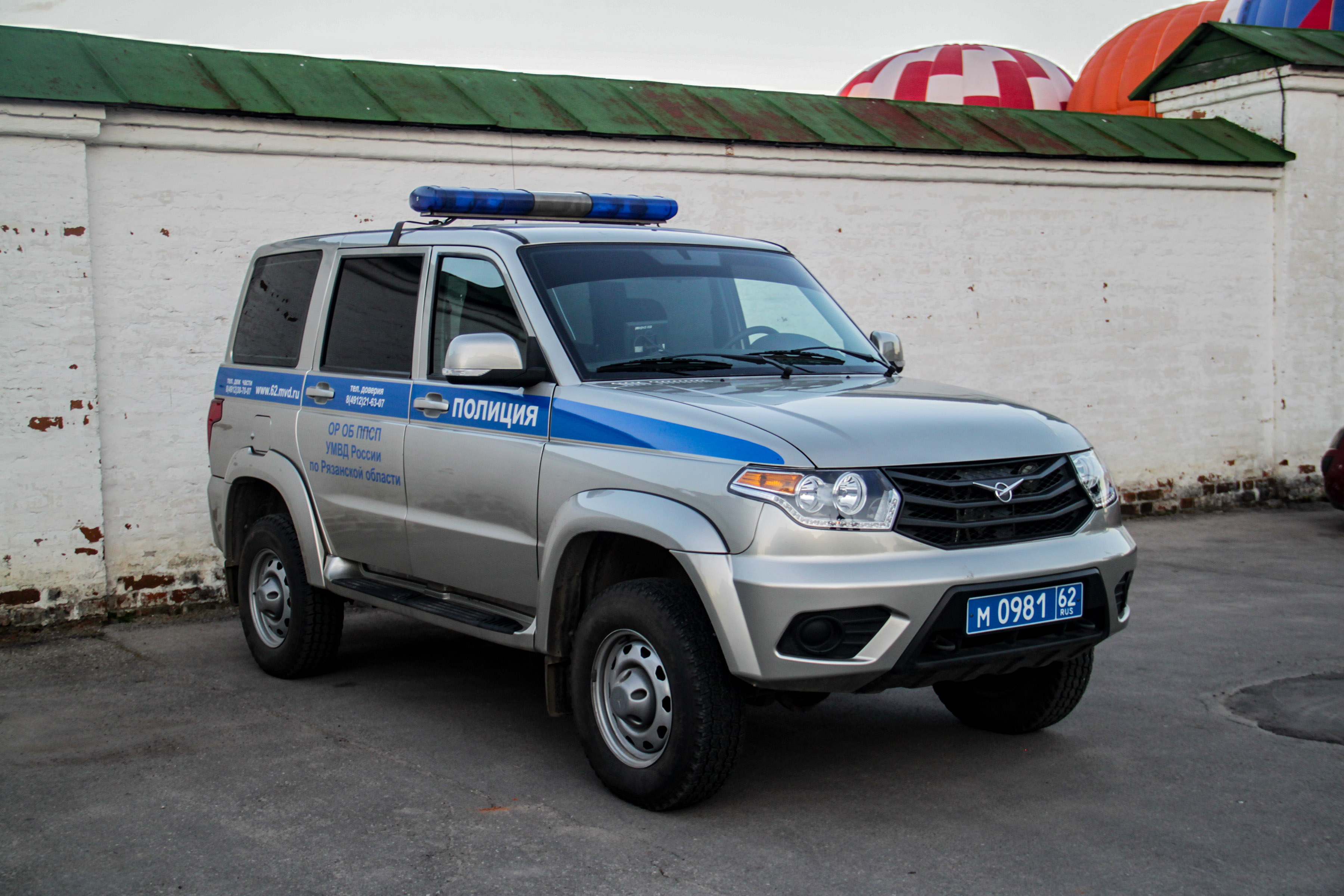
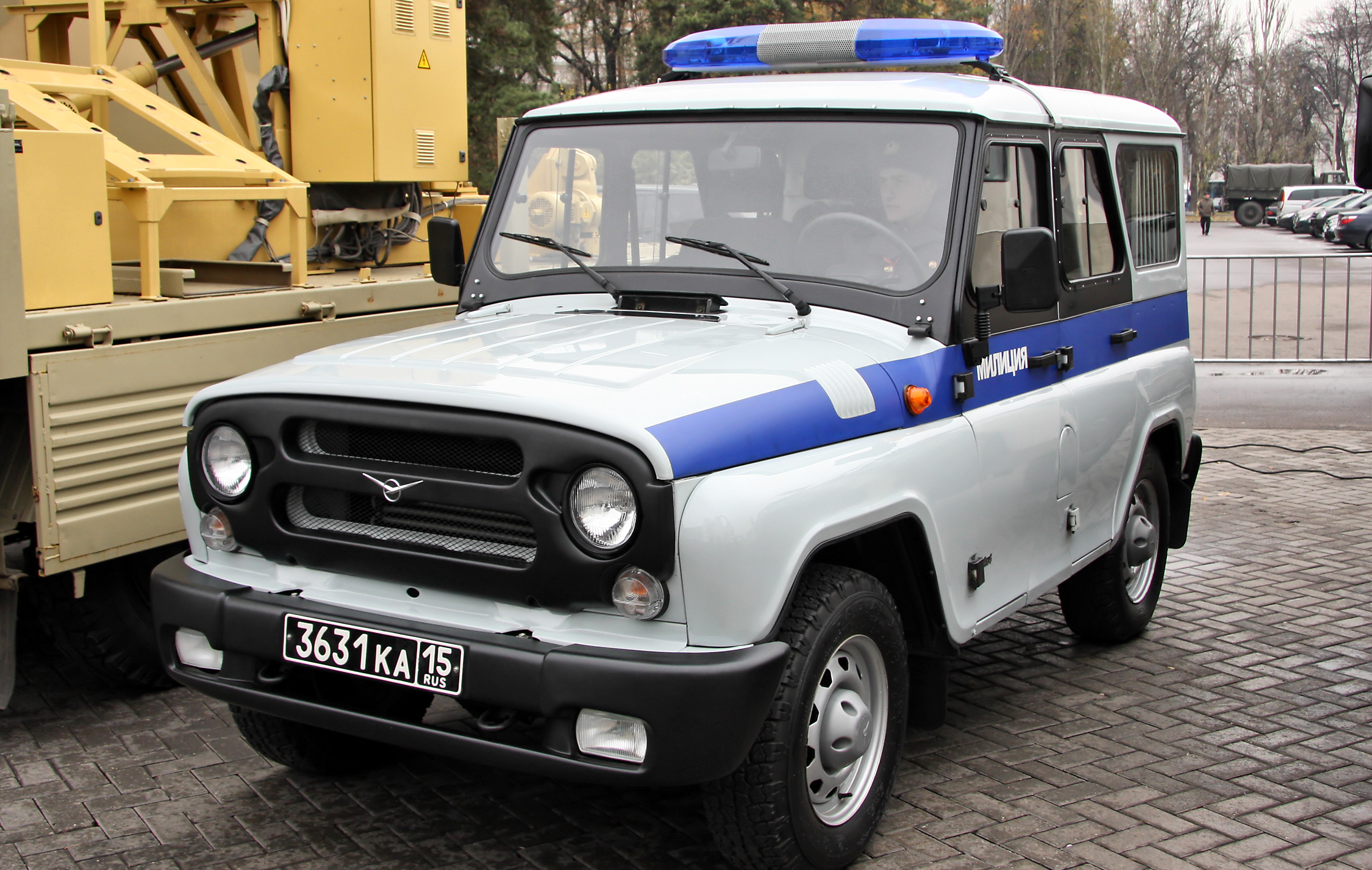
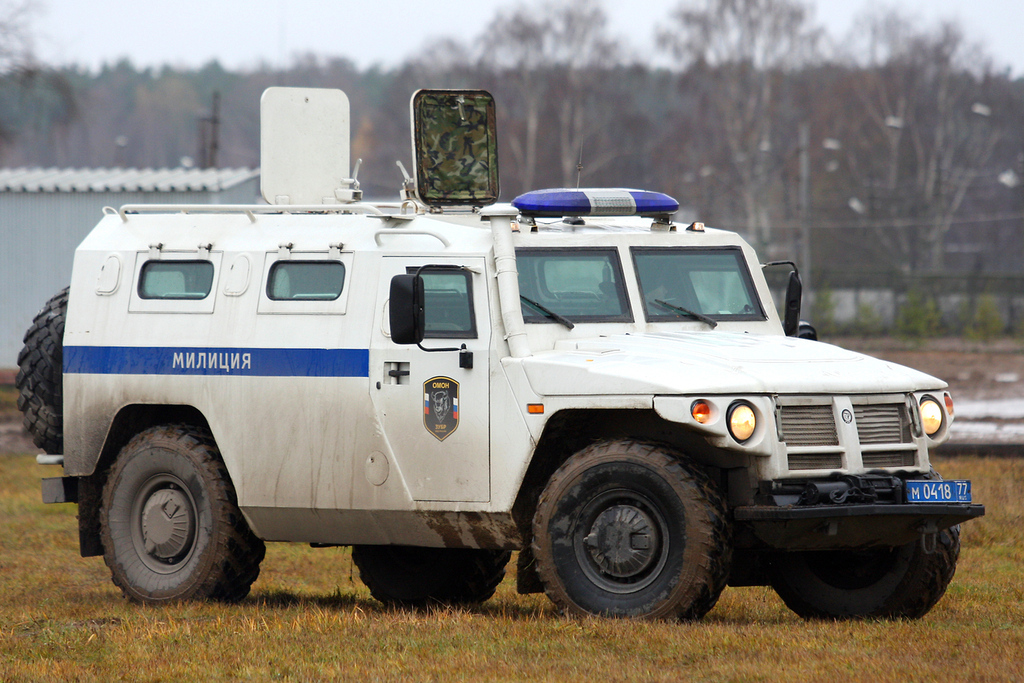